# Руданська сільська рада
| Руданська сільська рада — орган місцевого самоврядування у Шаргородському районі Вінницької області з адміністративним центром у с. Руданське. Сільській раді підпорядковані населені пункти: - с. Руданське |

## Склад ради
Рада складається з 16 депутатів та голови.

## Керівний склад сільської ради
| ПІБ                             | Основні відомості                                                                      | Дата обрання | Дата звільнення |
| ------------------------------- | -------------------------------------------------------------------------------------- | ------------ | --------------- |
| Бондарчук Михайло Васильович    | Сільський голова, 1959 року народження, освіта, член Соціалістичної партії України     | 26.03.2006   | 31.10.2010      |
| Стратійчук Руслан Олександрович | Сільський голова, 1980 року народження, освіта вища, член Комуністичної партії України | 31.10.2010   |                 |

Примітка: таблиця складена за даними джерела